# Arbori
Arbori (korsisch Arburi) ist eine Gemeinde im Département Corse-du-Sud auf der Mittelmeerinsel Korsika. Sie gehört zum Kanton Sevi-Sorru-Cinarca im Arrondissement Ajaccio.

## Geografie
Das Siedlungsgebiet liegt auf 345 Metern über dem Meeresspiegel. Nachbargemeinden sind Vico im Nordwesten und im Norden, Murzo im Nordosten, Rosazia im Osten, Lopigna im Südosten, Arro im Süden sowie Ambiegna und Coggia im Südwesten.

## Bevölkerungsentwicklung
| Jahr      | 1962 | 1968 | 1975 | 1982 | 1990 | 1999 | 2008 | 2012 |
| --------- | ---- | ---- | ---- | ---- | ---- | ---- | ---- | ---- |
| Einwohner | 148  | 140  | 122  | 92   | 62   | 63   | 65   | 59   |

## Sehenswürdigkeiten
- Le Castaldu, ehemaliges Genueser Fort, datiert auf das Jahr 1489

## Wirtschaft
Arbori enthält zugelassene Rebflächen des Weinbaugebietes Ajaccio.